# 抗日战争第一战区
抗日战争第一戰區是指1937年盧溝橋事變爆發後，為了因應戰爭形勢，中華民國國民政府於境內劃分；與日軍作戰的戰區之一。最初第一戰區所轄範圍為河北北部及山東北部，後來視戰爭實際情況，第一戰區分別於1938年、1939年與1944年做過三次相當大規模的更動。

## 1937年
1937年7月7日卢沟桥事变发生，7月10日设立国民政府军事委员会石家庄行营，徐永昌为主任，林蔚为参谋长。8月14日石家庄行营改为保定行营，在石家庄改设军事委员会石家庄办事处，徐永昌为保定行营主任，林蔚主持石家庄办事处。8月22日大本营颁发关于全面抗战作战指导方案，成立第一战区，司令长官蒋介石兼。作战地境为冀省和鲁北。司令长官部设于保定。由徐永昌「分達該區各集團軍總司令」。部隊編成方面，有宋哲元率領第一集團軍，劉峙率領第二集團軍及衛立煌率領第十四集團軍。
9月11日冀鲁北、津浦铁路沿线划为第六战区。9月23日程潜至石家庄代行司令长官职权。10月25日程潜实任司令长官，鹿钟麟为副司令长官。11月河北沦陷，一战区退至黄河以南。

## 1938年
1938年，增援日軍迅速於華北取得優勢，並佔領上海，切斷中國軍隊之華北運輸線。同年1月發表之1938年國民革命軍戰鬥序列當中，將第一戰區區域略作更動，以北平至武漢連接線為主，也就是平漢鐵路沿線帶狀擴張區域。而所轄軍隊以商震率領第20集團軍與宋哲元率領第1集團軍；共25個步兵師，2步兵旅，2騎兵師構成部隊，以整編師8000人計算，人數超過20萬人。11月28日，衛立煌任司令長官，戰區改轄河南及安徽之一部。

### 1938年中華民國國民革命軍戰鬥序列第一戰區部分
1938年起程潛擔任第一战区司令长官，兼河南省政府主席，直至1938年底调任天水行营主任。
司令長官：程潛
- 第20集團軍商震
  - 第32軍商震（兼）
  - 騎兵第14旅張占魁
- 第1集團軍宋哲元
  - 第53軍萬福麟
  - 第77軍馮治安
  - 第181師石友三
  - 第17師趙壽山
  - 騎兵第3軍鄭大章
- 第68軍劉汝明（直屬）
- 第92軍李仙洲（直屬）
- 第106師沈克（直屬）
- 第118師張硯田（直屬）
- 新編第8師蔣在珍（直屬）
- 新編第35師王勁哉（直屬）
- 騎兵第4師王奇峰（直屬）
- 敵後戰場建制豫皖邊區總指揮孫桐萱、豫南游擊區、豫北游擊區、河北游擊區、豫魯邊區、太行游擊區龐炳勳、中條游擊區高桂滋[2]:409-410。

## 1939年
1939年1月，衛立煌出任第一战区司令长官。
- 司令長官：衛立煌
- 参谋长：郭寄峤
- 副参谋长文朝籍
- 作戰地區：河南及安徽一部份
  - 第2集團軍：孫連仲
  - 第40軍龐炳勛（戰區直轄）
  - 第3集團軍孫桐萱
  - 第76軍李鐵軍（戰區直轄）

兵力：12步兵師、1步兵旅、1騎兵師、1騎兵旅，其他特種部隊在外

## 1942年
1942年1月，军事委员会西安办公厅主任蔣鼎文与衛立煌对调职务，湯恩伯升任副司令长官。蔣鼎文回忆：“我本来只管军事，征粮是河南省政府的事，但明知道河南缺粮，李培基却报告说河南的收获还好，这使我不能向它处求粮。”第一战区辖8个集团军，17个军。
- 司令長官：蔣鼎文
- 副司令长官：湯恩伯（在叶县设立副司令长官部）
- 政治部主任：張雪中（中將）湯恩伯系，黃埔一期
- 副主任：王逸常（少將）黃埔一期
- 主任秘書：李我九 （少將）中央軍校六期
- 督導：李民彝 軍簡二階（少將） 中訓團十八期 ， 李節光 軍簡三階 ， 許鵠 （少將）
- 蔣鼎文所属：
  - 第四集团军（孙蔚如）
  - 第十四集团军（刘茂恩）
  - 第三十六集团军（李家钰）
  - 第三十九集团军（石友三/高树勋）
- 湯恩伯所属：
  - 第十五集团军（何柱国）
  - 第十九集团军(王仲廉/汤恩伯/陈大庆/张雪中)
  - 第二十八集团军（李仙洲）
  - 第三十一集团军（王仲廉）

## 1944年豫中会战前后
民国33年（1944年）5月，豫中会战失败。胡宗南的第八战区副司令长官部奉令增援，赴华阴指挥所部署陕州反击战。蒋忧心河南战事，5月8日派侍从室主任林蔚登门劝陳誠中断休养出任第一战区司令长官，收拾豫西残局。5月12日晚陳誠飞抵西安下榻城南杜工祠。陈诚建议加紧联络失去行踪的汤恩伯，第五战区出一个军向鲁山、襄城，第一战区部队集结密县、登封、洛阳，胡宗南部出陇海路正面，第二战区部队向晋南、豫东部队向西北出击。但遭到蒋鼎文的反对。5月20日下午，汤恩伯到达西峡口，与西安恢复了电讯联络；第十二军、第十三军、第二十九军均回复联络；豫东部队完整，周口、界首、舞阳、叶县、沈丘、阜阳均未沦陷。陈诚以通讯问题尚无解决为名，拒绝接收汤恩伯部与第五战区支援的刘汝明集团军的指挥权。5月23日陈诚回重庆汇报战况，并允诺暂负责洛阳方面会战。5月25日陈诚飞安康设营。5月25日洛阳失守。第五战区司令长官李宗仁支持反攻豫西、确保豫南方案，派出第五十五军支援。6月5日陈诚在西峡口召开当地士绅、豫省党政干部和汤恩伯等开座谈会。6月10日陈诚飞回重庆汇报，提出当务之急是解决第一战区和河南省政府人事，蒋鼎文、汤恩伯“易地为官”。日军攻占洛阳后，西进陕州，胡宗南派5师出潼关，未能守住灵宝、虢略防线，幸日军未继续西进；蒋在日记中称“胡宗南在灵宝擅自撤退，实为五年来最大之打击”。6月20日蒋介石亲劝陈诚到西北就职，陈诚提出四项权力：
1. 对于辖区内所有部队有整编训练及指挥作战之权
2. 人事、经理、卫生、武器、装备、补给、军法等，有统一处理之权
3. 军委会各部会所属之单位，如军粮、被服、训练等机关，以及各留守处、办事处等，有指挥、整饬之权
4. 各党政机关有配合军事、予以指导之权

蒋“所请均予照准”。
1944年7月，蒋鼎文引咎辞职。蒋介石将豫、陕、晋地区并入第一战区内；陈诚出任第一战区司令长官，总部设在汉中，辖39个步兵师，2个骑兵师及其它特种部队。胡宗南改任第一战区副司令长官，撤销西安的副司令长官部，幕僚机构改为另设第一战区西安指挥所（主任为罗泽）。陈因与胡素有积怨，便下令胡宗南、郭寄峤两个副司令长官分别派往潼关和商南建立前进指挥所。
- 司令长官：陈诚
- 副司令长官：胡宗南 、郭寄峤
- 政治部：
  - 商南指揮所主任郭寄峤
  - 豫省警備總司令劉茂恩
  - 第4集團軍孫蔚如：驻卢氏县
  - 第31集團軍王仲廉
  - 第34集團軍李文
  - 第37集團軍丁德隆
  - 第38集團軍董釗
  - 直屬部隊

陈诚决定“对日军暂取攻势防御，以有力部队配置于嵩县、洛宁、官道口、虢略、灵宝及陕东沿河之线，确保现在态势，掩护主力整补训练，完成反攻准备，并以一部向嵩山及陕州、洛阳间挺进，树立反攻基础。”

## 1944年11月
民国33年（1944年）11月，陈诚调重庆任參謀總長，胡宗南代理第一战区司令长官。1945年1月，胡宗南将第一战区司令长官部迁至西安，并将第一战区西安指挥所并入，在荐福寺故址设立第一战区司令长官部。6个集团军及其他一些直属和代管部队，合计为25个军，50多个师另8个特种兵团，正规军达50余万人。
- 副司令长官：陶峙岳、裴昌会、曾万钟（后增加石敬亭、范汉杰、于达、高桂滋）
- 总参议龚浩
- 参谋长罗泽闿（后范汉杰、盛文）
- 办公厅主任赵龙文
- 第一处（人事）
- 第二处（军事情报）
- 第三处（参谋）
- 第四处（交通通讯）
- 军务处
- 党政处
- 经理处
- 外事处
- 副官处
- 军法处
- 军医处
- 特种会报处
- 政治部 督导：  李民彝  軍簡二階（少將）
- 调查统计室
- 机要室
- 警卫团
- 第四集团军（总司令李兴中）
- 第二十九集团军（总司令李铁军）
- 第三十一集团军（总司令王仲廉）
- 第三十四集团军（总司令李文）
- 第三十七集团军（总司令刘戡）
- 第三十八集团军（总司令董钊）

民国35年（1946年）春，因第三十四、第三十一集团军等部队先后拨归其他战区或绥靖公署，另有属下若干军、师单位又实行合并或裁撤，胡宗南军事集团已不足10个整编师，约有20个整编旅及若干直属特种兵部队等，总兵力降至20万人左右。民国36年（1947年）春，第一战区司令长官部奉命改组为西安绥靖公署。

## 战后改組
1945年9月22日在郑州接受日本第12军投降。
1947年3月15日，第一戰區改組為西安綏靖公署。

### 引用
1. ↑  《大本營頒國軍戰爭指導方案訓令》，1937-08-20
2. ↑  劉鳳翰：〈論抗戰期間國軍游擊隊與敵後戰場〉，《近代中國》第90期，刊張玉法：《中華民國史稿》，台北：聯經出版，1998年6月，ISBN 978-957-08-1826-0，
3. ↑  冯杰：“中州风云：陈诚与河南会战前后的第一战区作”，《同舟共进》2019年第9期，第69-73页。